# Georgijs Gaile
Georgijs Gaile (Szentpétervár, 1905. április 14. – Riga, 1968. augusztus 25.) lett nemzetiségű szovjet villamosmérnök, ipari és állami vezető. 1944–1958 között a rigai Állami Elektrotechnikai Gyár (VEF) vezérigazgatója volt, később a Lett SZSZK vezetésében töltött be vezető posztokat.

## Életrajza
Az Orosz Birodalom fővárosában, Szentpéterváron vasutas családba született. Ott kezdett dolgozni tizenegy éves korában egy dohánygyárban. 1918–1925 között egy petrográdi ólomhengerlő műhelyben dolgozott. Munka mellett középiskolában tanult. 
1925-től az Elektroszila gyárban dolgozott. 1929-ben belépett az SZKP-ba. Beiratkozott a Leningrádi Műszaki Főiskolára (napjainkban Nagy Péter Szentpétervári Műszaki Egyetem), ahol 1935-ben villamosmérnöki végzettséget szerzett. A főiskola után az Elektroszila gyárban folytatta a munkát. Kezdetben részlegvezető, majd termelési vezető volt. 1937-ben a sztálini megtorlás áldozatává vált. Bebörtönözték, a börtönben tuberkulózist kapott.
1941-ben, a második világháború alatt Szverdlovszkba (napjainkban: Jekatyerinburg) vezényelték, ahol katonai célú rádióelektronikai berendezések gyártását kellett megszerveznie. Szverdlovszkban a gyártásért felelős vezető, majd később főmérnök volt.
1944-ben, miután a Szovjetunió visszafoglalta az addig német megszállás alatt lévő Rigát, Georgijs Gailét kinevezték a rigai Állami Elektrotechnikai Gyár (VEF) vezérigazgatójává. Nevéhez fűződik a háborúban megrongálódott gyár újjáépítése, amely a Szovjetunió egyik legnagyobb elektrotechnikai és elektronikai vállalatává fejlődött. 1957-ig töltötte be a VEF vezetői tisztségét. A gyár fejlesztésén túl vezetői időszakára esik a munkáslakások építése, a gyári rendelőintézet és kórház felépítése, óvoda és uszoda építése, valamint ebben ez időben kezdték el a VEF Kulturális Palota építését (amelyet 1960-ban adtak át).
1957 júniusától 1958 júliusáig a Lett SZSZK Gazdasági Tanácsának (kb. köztársasági gazdasági minisztérium) első elnökhelyettese, majd 1958 júliusától 1965 októberéig a miniszteri rangban a Gazdasági Tanács elnöke volt. 1965. október 20-tól 1967. október 4-ig a Lett SZSZK Minisztertanácsának elnökhelyettesi posztját töltötte be. A köztársasági kormányban fontos szerepet játszott a lettországi rádióelektronika ipar, a vegyipar, a gépgyártás és a könnyűipar fejlesztésében. 1967-ben vonult nyugállományba. Ekkor a Lett SZSZK Minisztertanácsának tanácsadójává nevezték ki.
1962–1966 között tagja volt a Szovjetunió Legfelsőbb Tanácsának, 1947-től haláláig több cikluson keresztül a Lett SZSZK Legfelsőbb Tanácsának.
1968. augusztus 25-én hunyt el Rigában hosszú betegség után. Sírja a Rainis temetőben (más néven Rigai új temető) található.